# Sant'Eligio dei Ferrari
Sant'Eligio dei Ferrari, emellanåt benämnd Sant'Alo, är en kyrkobyggnad i Rom, helgad åt den helige Eligius. Kyrkan är belägen vid Via di San Giovanni Decollato i Rione Ripa och tillhör församlingen Santa Maria in Portico in Campitelli.

## Kyrkans historia
Kyrkan uppfördes 1513 av Università dei Ferrari, smedernas skrå, och helgades åt deras skyddspatron Eligius. På platsen stod tidigare kyrkan San Giacomo d'Altopasso, omnämnd i en bulla promulgerad av påve Bonifatius VIII år 1302. År 1577 uppfördes ett oratorium bredvid kyrkan.
I kyrkan vördas en relik från den helige Eligius.
Interiören är mycket rikt dekorerad med förgylld stuckatur och polykrom marmor. Högaltarmålningen är utförd av Sermoneta och visar Madonnan och Barnet med de heliga Eligius, Jakob och Martin. I kyrkan finns även konstverk av bland andra Scipione Pulzone, Ambrogio Mattei (1720–1768) och Pompeo Batoni.